# Tissue Engineering and Regenerative Medicine International Society
Tissue Engineering and Regenerative Medicine International Society, TERMIS, (en español, Sociedad Internacional de Ingeniería de Tejidos y Medicina Regenerativa) es una sociedad científica internacional cuyo objetivo es la promoción en todo el mundo tanto de la ciencia como de la tecnología de la ingeniería de tejidos y la medicina regenerativa.

## Historia y estructura de TERMIS
TERMIS se creó en 2005 mediante la fusión de algunas sociedades ya existentes que poseían idéntico propósito: TESI (Tissue Engineering Society International), ETES (European Tissue Engineering Society) y otras organizaciones asiáticas.
La sociedad está organizada en tres capítulos o secciones continentales: Asia-Pacífico, Europa y América del Norte. La incorporación de los grupos temáticos en la estructura general de TERMIS es una recomendación reciente de la sociedad. Estos grupos temáticos sugeridos son: Biología del desarrollo, Scaffolds y matrices para biomateriales; Bioimpresión, Biofabricación, biorreactores, y bioprocesamiento, Inflamación e inmunidad; Imágenes; Fuente y manipulación de células; protocolos clínicos, Ensayos clínicos, e Infraestructura - regulación, economía de la salud, y ética de la salud

## Actividades
La misión de TERMIS se lleva a cabo mediante la realización de diversas actividades: reuniones periódicas, publicaciones y otras formas de comunicación.

### Reuniones científicas
- Congreso mundial: Cada tres años.
  - 2006, "Regeneración". Pittsburgh, Pensilvania, EE. UU. 25-27 de abril de 2006
  - 2009, "Ciencia y Tecnología para los pacientes"Seúl, Corea del Sur. 31 de agosto - 3 de septiembre de 2009
  - 2012 Viena, Austria. 5 al 8 de septiembre de 2012

- Reuniones de las secciones continentales: Cada año, si no hay congreso mundial.
  - Asia-Pacífico (TERMIS-AP) : 2013 (República Popular de China), 2011 (Singapur), 2010 (Sídney, Australia), 2008 (Taipéi, Taiwán), 2007 (Tokio, Japón).
  - Europa (TERMIS-UE) : 2014 (Génova, Italia), 2013 (Estambul, Turquía ), 2011 (Granada, España), 2010 (Galway, Irlanda), 2008 (Oporto, Portugal); 2007 (Londres, Reino Unido), 2006 (Róterdam, Países Bajos)
  - América del Norte (TERMIS-NA) : 2013 (Atlanta, Georgia), 2011 (Houston, Texas), 2010 (Orlando, Florida), 2008 (San Diego, California), 2007 (Toronto, Ontario, Canadá)

### Publicaciones
TERMIS publica trimestralmente un boletín de noticias,interLink, para mantener informados a sus miembros de los avances en estos campos y las actividades de la sociedad. Tissue Engineering es la revista oficial de la sociedad y es publicada por Mary Ann Liebert, Inc.

## Presidentes
- Stephen Badylak, 2010-2011
- Jöns Hilborn, 2008-2009
- Alan J. Russell, 2005-2007